# Teenage Mutant Ninja Turtles: The Hyperstone Heist
Teenage Mutant Ninja Turtles: The Hyperstone Heist — компьютерная игра-скроллер в жанре beat 'em up, основывающаяся на мультсериале «Черепашки-ниндзя». Первая игра франчайза TMNT, вышедшая на игровой приставке Sega Mega Drive/Genesis. В Европе игра известна как Teenage Mutant Hero Turtles: The Hyperstone Heist, а в Японии — как Teenage Mutant Ninja Turtles: Return of the Shredder.
Технически игра является портом SNES-версии аркадной игры Teenage Mutant Ninja Turtles: Turtles in Time с измененным сюжетом.

## Сюжет
Эйприл О’Нил ведет репортаж с острова Эллис, как вдруг со вспышкой света ее аудитория вместе с островом Манхэттен многократно уменьшается в размерах. В это время Шреддер вторгается в телевизионную трансляцию и объявляет, что это была лишь демонстрация силы, и скоро он планирует захватить весь мир, используя Hyperstone — сокровище из Измерения Х. У черепашек нет выбора: они должны остановить его.

## Геймплей
Механика игры в целом повторяет механику второй аркадой игры во вселенной черепах, которая вышла на платформе SNES в том же году. Цветовая гамма также сходна с «Turtles in Time», но за разбег теперь отвечает отдельная кнопка, а также был убран прием выбрасывания врага в сторону экрана.
Игра состоит из пяти уровней («New York City», «A Mysterious Ghost Ship», «Shredder’s Hideout», «The Gauntlet» и «The Final Shell Shock»), среди которых есть уровни, специально придуманные для этой игры, а также переосмысленные фрагменты уровней из первой аркадной игры.
Среди боссов встречаются Кожеголовый, Рокстеди (обладающий приемами, подобными первой аркадной игре), Татсу (главный сподвижник Шреддера и герой первых двух фильмов, также персонаж игры Teenage Mutant Ninja Turtles: The Manhattan Missions), Бакстер Стокман (в форме человека, подобно первой аркадной игре), Крэнг и Супер-Шреддер.

## Критика
| Иноязычные издания    | Иноязычные издания |
| Издание               | Оценка             |
| --------------------- | ------------------ |
| AllGame               | [ 1 ]              |
| GameSpot              | 8,4/10             |
| IGN                   | 8,3/10             |
| The Video Game Critic | C                  |
| MobyGames             | 3,6/5              |

Сама по себе игра The Hyperstone Heist считается хорошей игровой адаптацией мультсериала. Сравнивая с Turtles in Time, в этой игре меньшее количество уровней, но они более длинные, имеются более громкие голоса, однако звучащие с явными цифровыми искажениями, а также более громкие звуковые эффекты. Благодаря техническому превосходству SNES, у Turtles in Time более яркие и насыщенные цвета, присутствуют эффекты смены масштаба в некоторых зонах и при некоторых движениях, однако на Mega Drive/Genesis в игре используется большее количество фоновых слоев, анимация быстрее и детальнее, также в целом стремительнее весь игровой процесс.
В обеих играх использовано примерно одинаковое музыкальное сопровождение, за исключением того, что музыка в The Hyperstone Heist проигрывается быстрее. Также в игре почти вдвое меньше уровней, чем на SNES, однако каждый уровень длиннее. Также ввиду более агрессивной настройки вражеского ИИ и увеличенной скорости персонажей некоторые считают The Hyperstone Heist более сложной игрой.
По версии издания ScrewAttack среди лучших 20 игр на Sega Genesis Teenage Mutant Ninja Turtles: The Hyperstone Heist занимает 19 место. Это издание не расценивает игру как клон Turtles in Time, которую они поместили на первое место лучших игр в жанре beat 'em up за всю историю.